# Pollein
Pollein est une commune italienne de la Vallée d'Aoste.

## Géographie
Le territoire de Pollein s'étend à l'envers de la vallée de la Doire Baltée, dans la partie méridionale de la plaine d'Aoste.

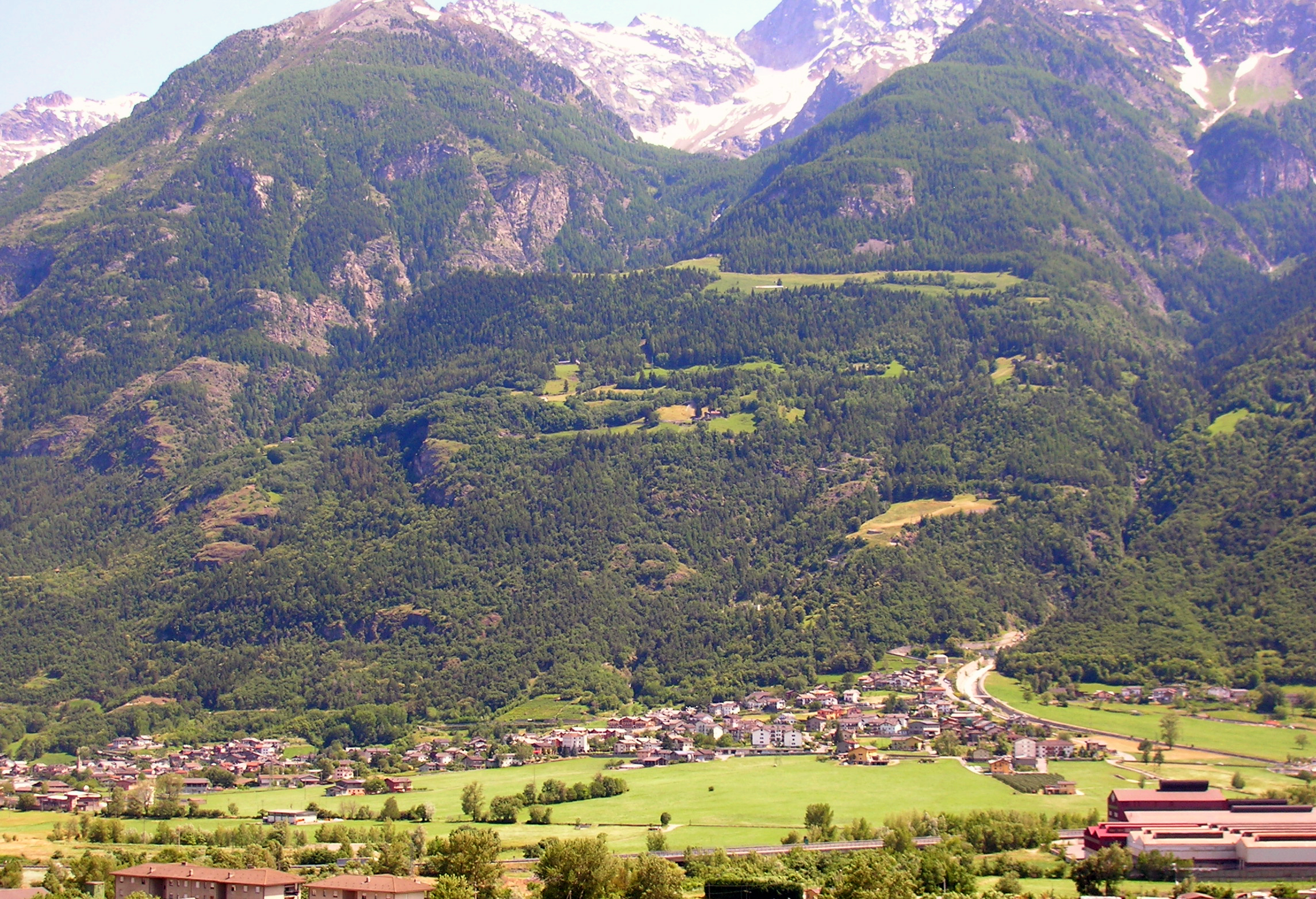
Le territoire de Pollein. Sur la droite la Cogne.

Pollein accueille une partie de la zone industrielle de l'agglomération aostoise, l'autoport et l'héliport de la Vallée d'Aoste, et le centre commercial « Les halles d'Aoste ».

Localisation de la commune de Pollein à l'intérieur de la Vallée d'Aoste.

## Monuments et lieux d'intérêt
À la limite nord du territoire de la commune de Pollein se trouve la Grand-Place, un espace vert de 10 hectares, comprenant :
- un centre polyfonctionnel (congrès, rencontres, etc.)
- un terrain de football
- une aire pour les sports traditionnels valdôtains
- une exposition permanente de 50 exemplaires de rochers de la Vallée d'Aoste, dénommée Le jardin des roches.

Au hameau Le Château se trouve la maison-forte de Pollein, propriété en 1318 de Godefroy de Nus.

## Société

### Évolution démographique
Habitants recensés

## Économie
Pollein fait partie de la communauté de montagne Mont-Émilius.

## Fêtes, foires
- La foire œnogastronomique Le Bourg en Fête[4], à octobre au hameau des Crêtes ;
- Le Trophée des âges de tsan, au printemps.

## Personnalités liées à Pollein
- Corrado Hérin (1966-2019) - champion de luge et de VTT

## Galerie de photos

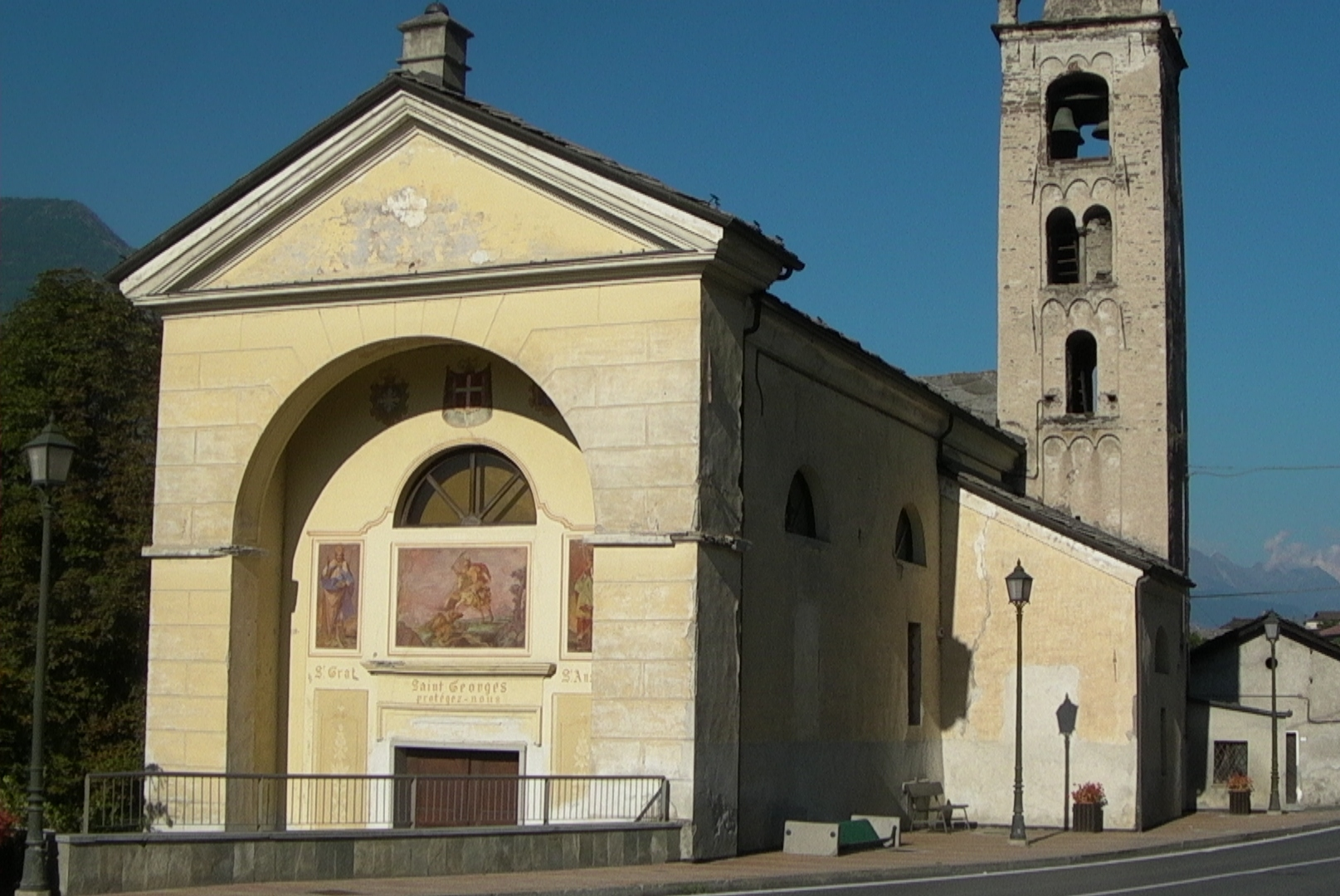
L'église paroissiale Saint-Georges
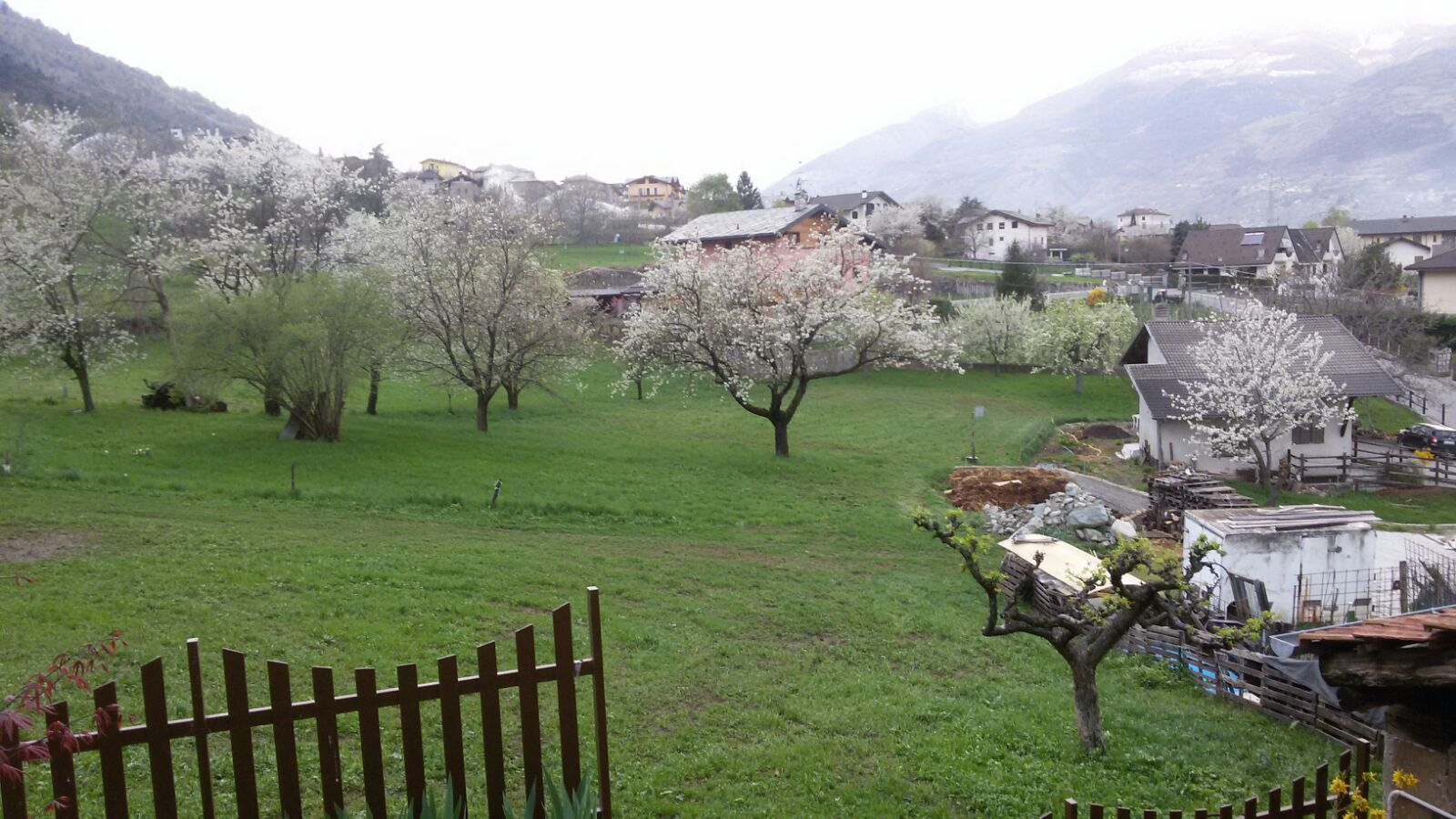
Vue des vergers des Crêtes
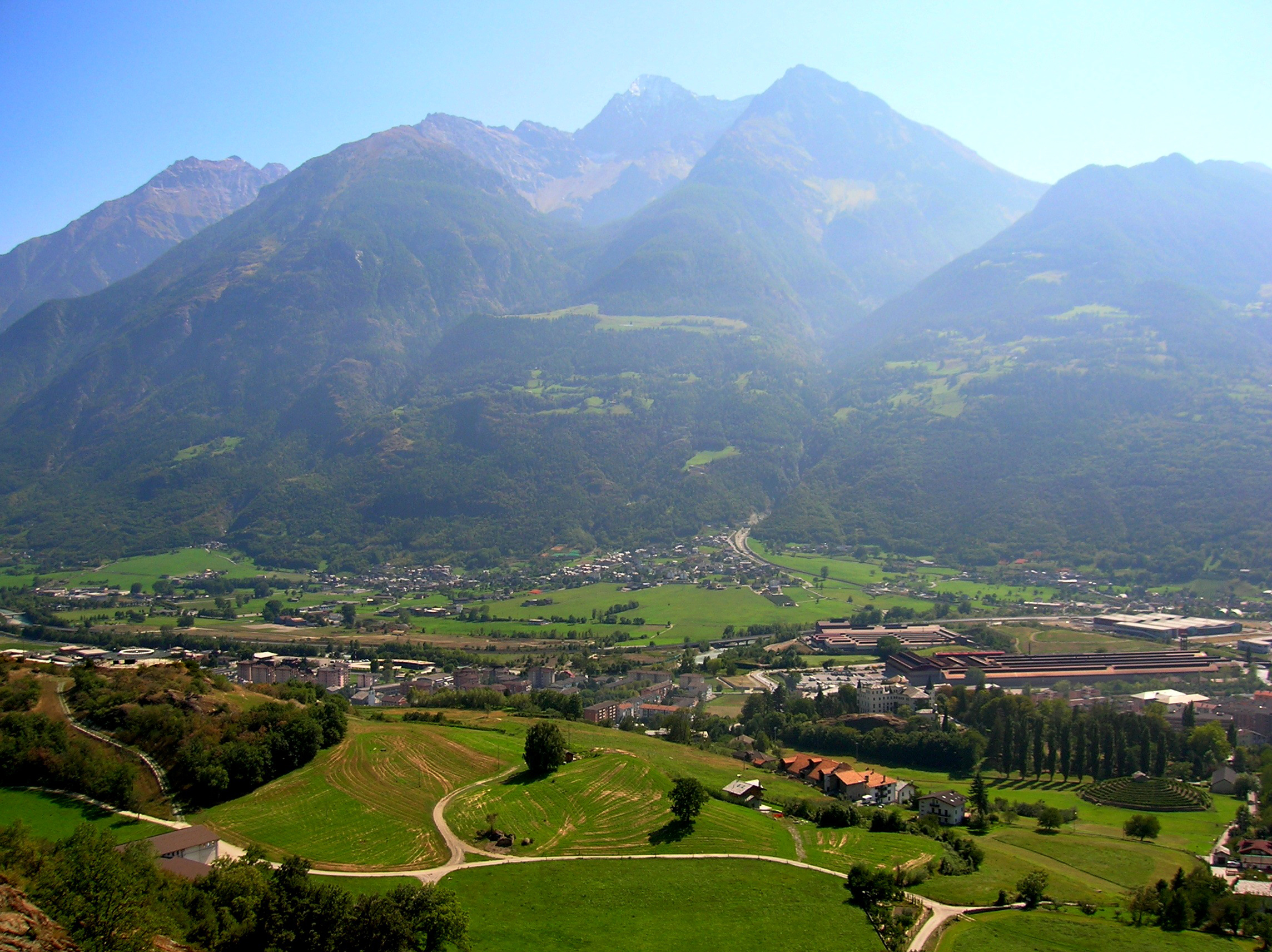
Vue de Pollein dans la plaine aostoise
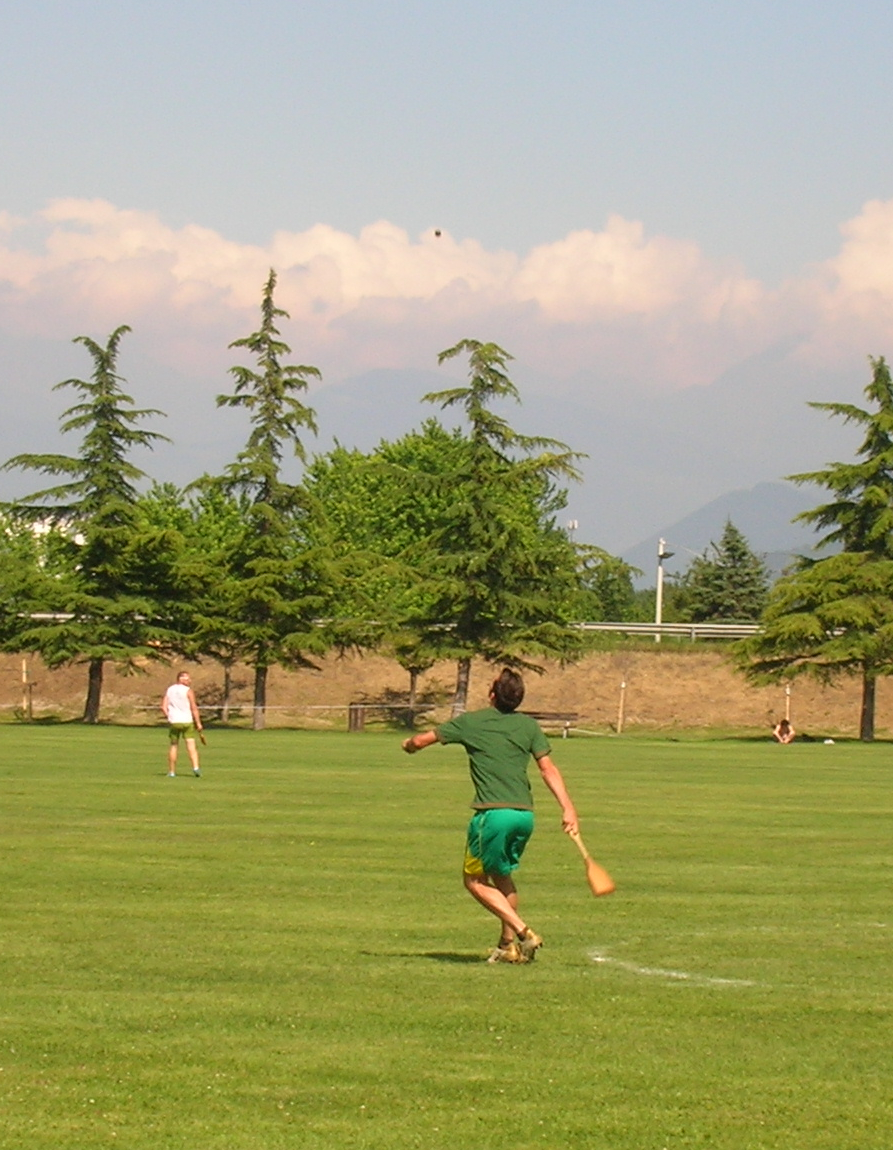
Joueur de Tsan à la Grand-Place lors d'une journée de démonstration en juin 2012

## Administration
| Période                                  | Période     | Identité         | Étiquette     | Qualité |
| ---------------------------------------- | ----------- | ---------------- | ------------- | ------- |
| 9 mai 2005                               | 24 mai 2010 | Paul Gippaz      |               | Syndic  |
| 24 mai 2010                              | 9 mai 2015  | Luca Bianchi     | Liste civique | Syndic  |
| 10 mai 2015                              | En cours    | Angelo Filippini | Liste civique | Syndic  |
| Les données manquantes sont à compléter. |             |                  |               |         |

### Hameaux
Hameaux : Chef-lieu (incluant les hameaux : Chez-Buillet, La Cisaz, Le Rabloz, Les Crêtes, Le Plan-des-Crêtes, Le Drégier, Chenaux, Chênières, Saint-Bénin), Le Château, Donache, La Grand-Place, Le Grand-Pollein, L'Île-des-Lapins, Les Îles, Marchaussy, Le Moulin, Le Petit-Pollein, Les Prés-de-Doire, Rongachet, Terre-Blanche-Dessous, Terre-Blanche-Dessus, Tharençan

### Communes limitrophes
Aoste, Brissogne, Charvensod, Quart, Saint-Christophe